# Красная Слободка (Оренбургская область)
Кра́сная Слобо́дка — село в Бузулукском районе Оренбургской области России. Административный центр муниципального образования сельского поселения Краснослободский сельсовет.

## География
Село расположено по берегам реки Вязовки на севере района.

Удалённость от районного центра и  ближайшей ж/д станции — 68 км.

Расстояние до областного центра — 320 км.

## История
Первые поселенцы пришли на это место из села Преображенки, в 60-е годы XIX века, поэтому изначально деревня неофициально называлась — Малая Карамзиха. После подселения сюда некрепостного населения, образовалась «слободка» — «посёлок около большого села». «Красная» со значением — «красивая, яркая».

## Достопримечательности
Обелиск воинам, погибшим в годы ВОВ. Открыт в 1977 г. Расположен — ул. Школьная, 47.

## Учреждения социальной сферы
- Муниципальное образовательное бюджетное учреждение «Краснослободская средняя общеобразовательная школа».
- Сельский Дом культуры.
- УФПС Оренбургской области филиал ФГУП «Почта России»».
- Фельдшерско-акушерский пункт.